# Морено, Хуниор Альберто
Хуниор Альберто Морено Паредес (исп. Junior Alberto Moreno Paredes; род. 3 марта 2000, Валера, Трухильо) — венесуэльский футболист, защитник клуба «Эрманос Колменарес».

## Клубная карьера
Морено — воспитанник клуба «Трухильянос». 9 апреля 2017 года в матче против «Депортиво Сулия» он дебютировал в венесуэльской Примере, в возрасте 17 лет.

## Международная карьера
В 2017 году Морено в составе юношеской сборной Венесуэлы принял участие в юношеском чемпионате Южной Америки в Чили. На турнире он сыграл в матчах против команд Колумбии, Эквадора и Бразилии.